# Steven Gerrard
Steven George Gerrard (* 30. května 1980 Liverpool) je anglický fotbalový trenér, který trénuje saúdský klub Al Ettifaq FC, a bývalý profesionální fotbalista, který hrával na pozici středního záložníka. V letech 2015 až 2016 hrál v americkém klubu Los Angeles Galaxy, dříve působil dlouhou dobu v Liverpoolu, kde byl kapitánem týmu. Tuto funkci začal zastávat i od roku 2006 v národním týmu Anglie.
Reprezentační kariéru v dresu Anglie ukončil v červenci 2014 po mistrovství světa v Brazílii. Celkem odehrál v letech 2000–2014 za anglický národní tým 114 zápasů a nastřílel 21 gólů. Profesionální hráčskou kariéru ukončil ve věku 36 let v listopadu 2016 po vypršení smlouvy s LA Galaxy.
Od listopadu 2021 do října 2022 trénoval anglický tým Aston Villa.

## Dětství
Gerrard se narodil ve Whistonu, ale vyrostl v Huytonu. Navštěvoval střední katolickou školu v Liverpoolu.
Mnoho slavných hráčů Liverpoolu jako Robbie Fowler, Michael Owen a Jamie Carragher byli ve skutečnosti v dětství fanoušci odvěkého rivala Liverpoolu Evertonu, ale Gerrard už od mládí tíhnul právě k Liverpoolu. Stevenův bratranec Anthony Gerrard je také profesionální fotbalista, začínal v Evertonu.
Ve svém životopise Gerrard napsal, že jako dítě nosil dres Manchesteru United s Bryanem Robsonem.

## Klubová kariéra

### Fotbalové začátky
Gerrard začal s fotbalem v dorosteneckém týmu ve Whistonu, ale v devíti letech v roce 1989 si jej jako školáka vyhlédli skauti Reds pro své služby. Nicméně vážné zranění při hraní fotbalu s kamarády mohlo jeho kariéru ukončit dřív než začala. Mladý scouser kopl svůj míč do kopřiv a snažil se ho vykopnout. Kop mířil do míst kde se nacházely vidle, které tam někdo upustil. Vidle prorazily jeho tenisky a zaryly se přímo do jeho palce. Doktor, kterého se Gerrard a jeho rodiče rozhodli navštívít, navrhoval palec amputovat. Díky fyziologovi Marku Wallerovi a klubové péči se tak nestalo a celý svět tak zná Gerrarda jako jednoho z nejlepších záložníků své generace.
Když byl mezi 14 a 16 rokem moc se mu nedařilo a zahrál si celkem jen dvacet zápasů. A ačkoli trénoval s Liverpoolem nikdy se neprobojoval do školního týmu na střední škole.
Svou první profesionální smlouvu podepsal v roce 1997 jak jinak než v Liverpoolu. Svůj debut měl o rok později 30. listopadu 1998 proti Blackburnu, kde nastoupil jako náhradník ve druhém poločase za Vegarda Heggema.

### Začátky v prvním týmu
První start v Poháru UEFA si odbyl v zápase proti Celtě Vigo a navzdory tomu, že Reds prohráli, Gerrard byl za svůj výkon velmi pochválen. Kvůli zranění Jamieho Redknappa odehrál Gerrard v sezóně celých 13 zápasů.
V sezóně 1999/00 vsadil někdejší trenér Gerard Houllier na to, aby Gerrard a Redknapp nastupovali spolu ve středu pole. Sice v prvních šesti zápasech vysedával na lavičce náhradníků, ale zvrat nastal v derby s Evertonem, kdy v 66. minutě vystřídal Robbieho Fowlera a ačkoli v tomto zápase obdržel v 90. minutě svou první červenou kartu za zákrok na Kevina Campbella, začal nastupovat pravidelně v základu. Svůj první gól vstřelil 5. prosince 1999, kdy Liverpool rozdrtil Sheffield Wednesday FC 4-1.
Houllier se rozhodl po odchodu Michaela Owena do Realu Madrid předat kapitánskou funkci právě Gerrardovi, doufal v to, že se mu podaří více inspirovat tým k vítězstvím a že on je tím pravým, kdo je schopen převzít veškerou zodpovědnost.

### Vítězství v Lize mistrů UEFA
Zranění nohy z 20. září 2004 jej zbrzdilo na dva měsíce, ale vrátil se včas, do zápasu s Olympiakosem Pireus, kde musel Liverpool vyhrát, jinak by vypadl z evropské Ligy mistrů. Podařilo se a Liverpool se dostal až do finále, kde narazil na AC Milán.
Zápas začal jednoznačně pro AC, které už v poločase vedlo 3-0 a málokdo věřil v obrat. Tehdy se ukázala jeho silná vůle a jeho gól nastartoval Liverpool k nečekanému vyrovnání skóre na 3-3 a následnému vítězství v penaltovém rozstřelu. Tehdy se stal druhým nejmladším kapitánem, který dovedl svůj tým k vítězství v Lize mistrů.
Po tomto úspěchu se začalo silně spekulovat o jeho odchodu do některého z bohatších anglických týmů, největší zájem o něj jevila londýnská Chelsea. On se ale rozhodl zůstat věrný Liverpoolu.

## Reprezentační kariéra
Svůj debut v A-mužstvu Anglie prožil 31. května 2000 v přátelském zápase v Londýně proti Ukrajině (výhra 2:0), o pár týdnů později se s anglickým reprezentačním týmem zúčastnil i EURA 2000. Stal se nedílnou součástí reprezentace, hrál i na EURU 2004 v Portugalsku i na mistrovství světa ve fotbale v letech 2002 a 2006.
Na mistrovství světa ve fotbale 2006 v Německu se mu v zápase proti Portugalsku nepodařilo vstřelit penaltu v rozstřelu a Anglie odjela z turnaje domů. V reprezentačním A-týmu Anglie to dotáhl na kapitána.
Trenér Roy Hodgson jej nominoval na Mistrovství světa 2014 v Brazílii, kde Anglie vypadla v základní skupině (rozhodnuto bylo již po úvodních dvou střetnutích). Reprezentační kariéru se rozhodl uzavřít v červenci 2014. Celkem odehrál za mužstvo Albionu (anglický národní tým) 114 zápasů a vstřelil 21 branek.

## Styl hry
Nejčastěji nastupoval ve středu pole, ačkoli byl schopen zahrát též na pozici pravého (resp. levého) záložníka

## Trenérská kariéra
Začátkem května roku 2018 se domluvil na pozici trenéra ve skotském týmu Rangers, kde podepsal kontrakt na čtyři roky.
Během léta převzal tým po letní pauze a 12. července debutoval na trenérské scéně v Evropské lize, kde jeho tým zvítězil 2:0 nad severomakedonským KF Škupi.
Po dobu 12 zápasů Gerrardovi svěřenci nepoznali chuť prohry, ale v zářijovém derby The Old Firm proti Celticu na jeho hřišti prohráli 0:1.
Na konci roku dne 29. prosince ale Rangers rivalovi prohru oplatili a zvítězili doma 1:0 díky gólu Ryana Jacka. Šlo o vůbec první vítězství nad největším rivalem od roku 2012.
Rangers základní ligovou část zakončili na druhém místě, ale ani v nadstavbě se jim nepodařilo Celticu titul odepřít.

## Individuální ocenění
- PFA hráč roku - 2006
- UEFA Club Footballer of the Year (2004/05)[11]
- PFA mladý hráč roku - 2001

## Jiná ocenění
V roce 2007 obdržel titul MBE (Member of the Order of the British Empire)